# 尾崎貞兼
尾崎 貞兼（おざき さだかね、生没年不詳）は、南北朝時代から室町時代初期の武将。今川了俊の四男。貞臣、名和貞継、言世は兄、満範は弟。官位は播磨守。

## 生涯
九州探題として九州を転戦した父を支え、応永元年（1394年）に相良氏と共に日向の島津元久側の和田正覚の梶山城を攻撃、援軍に来た北郷久秀・忠通兄弟（正覚の外孫）を討ち取り、梶山城を落城させた。しかし、翌応永2年（1395年）に父が九州探題職を幕府に罷免され、遠江に戻ったため、南九州の制圧はならなかった。
貞兼のその後の消息は不明。永享5年（1433年）に駿河で今川範忠に反乱を起こした尾崎伊予守は子孫とされる。